# Obrium peninsulare
Obrium peninsulare är en skalbaggsart som beskrevs av Schaeffer 1908. Obrium peninsulare ingår i släktet Obrium och familjen långhorningar. Inga underarter finns listade i Catalogue of Life.